# Dolichopus sphaeristes
Dolichopus sphaeristes är en tvåvingeart som beskrevs av Charles Thomas Brues 1901. Dolichopus sphaeristes ingår i släktet Dolichopus och familjen styltflugor.
Artens utbredningsområde är Tennessee. Inga underarter finns listade i Catalogue of Life.